# (34168) 2000 QP31
2000 QP31 (asteroide 34168) é um asteroide da cintura principal. Possui uma excentricidade de 0.10460280 e uma inclinação de 6.00970º.
Este asteroide foi descoberto no dia 26 de agosto de 2000 por LINEAR em Socorro.